# Спрінгвілл (Каліфорнія)
Спрінгвілл (англ. Springville) — переписна місцевість (CDP) в США, в окрузі Туларе штату Каліфорнія. Населення — 967 осіб (2020).

## Географія
Спрінгвілл розташований за координатами 36°6′52″ пн. ш. 118°50′10″ зх. д. / 36.11444° пн. ш. 118.83611° зх. д. (36.114341, -118.836069).  За даними Бюро перепису населення США в 2010 році переписна місцевість мала площу 10,88 км², з яких 10,83 км² — суходіл та 0,04 км² — водойми.

## Демографія
Згідно з переписом 2010 року, у переписній місцевості мешкали 934 особи в 427 домогосподарствах у складі 241 родини. Густота населення становила 86 осіб/км².  Було 516 помешкань (47/км²).
Расовий склад населення:
| - 89,5 % — білих - 2,1 % — корінних американців - 0,7 % — азіатів - 0,5 % — чорних або афроамериканців - 2,7 % — осіб інших рас |

До двох чи більше рас належало 4,4 %. Частка іспаномовних становила 11,7 % від усіх жителів.
За віковим діапазоном населення розподілялося таким чином: 18,5 % — особи молодші 18 років, 60,6 % — особи у віці 18—64 років, 20,9 % — особи у віці 65 років та старші. Медіана віку мешканця становила 50,3 року. На 100 осіб жіночої статі у переписній місцевості припадало 95,0 чоловіків;  на 100 жінок у віці від 18 років та старших — 87,4 чоловіків також старших 18 років.
Середній дохід на одне домашнє господарство  становив 37 130 доларів США (медіана — 30 861), а середній дохід на одну сім'ю — 42 935 доларів (медіана — 29 792). За межею бідності перебувало 30,1 % осіб, у тому числі 74,8 % дітей у віці до 18 років та 0,0 % осіб у віці 65 років та старших.
Цивільне працевлаштоване населення становило 302 особи. Основні галузі зайнятості: роздрібна торгівля — 34,8 %, транспорт — 19,5 %, освіта, охорона здоров'я та соціальна допомога — 14,9 %.